# Kwaito
Kwaito – odmiana muzyki rozrywkowej, która powstała na początku lat 90. XX wieku w Soweto w Republice Południowej Afryki.
Początkowo muzyka kwaito stanowiła połączenie wykonywanej w wolniejszym tempie muzyki house z typowymi afrykańskimi dźwiękami (melodie, rytmy i harmonie) oraz samplami (zapętlona perkusja i głębokie linie basowe). Z czasem styl się rozwinął i zaczął łączyć afrykańskie dźwięki również z takimi gatunkami jak hip-hop, rhythm and blues, dancehall czy disco.
Kwaito ma również swoje korzenie w historii politycznej. Gatunek powstawał w tym samym czasie, gdy upadał apartheid, a więzionych działaczy politycznych, w tym Nelsona Mandelę, zwalniano z więzień. W  tym okresie RPA wchodziła na ścieżkę rozwoju ekonomicznego, podczas którego rozkwitła również branża muzyczna.
Temin kwaito pochodzi prawdopodobnie z afrykanerskiego słowa kwaai, co oznacza „gniewny”, „złośliwy”, chociaż spotyka się potoczne używanie tego terminu w znaczeniu „fajny”
Do przedstawicieli kwaito należą między innymi: M'du, Kabelo Mabalane, Arthur Mafokate (określający sam siebie jako „King of Kwaito”), Zola, Lebo Mathosa czy The Dogg.